# George Ballantine
George Ballantine (1809 - 1891) fue un fabricante escocés de bebidas alcohólicas que creó la famosa marca de whisky / aguardiente Ballantine, la segunda más vendida del mundo desde 2007.

## Biografía
George provenía de una familia de granjeros ubicada a 25 millas de Edimburgo, en Broughton-Home. A los trece años abandonó la granja con su padre Archibald para firmar un contrato como aprendiz de tendero en el Edimburgo ciudad, en el negocio de Andrew Hunter, un comerciante de ultramarinos. Tras cinco años en este empeño (1827), creó su propia tienda de comestibles en Cowgate, una zona de Edimburgo donde no había apenas establecimientos comerciales, bajo la denominación George Ballantine & son, y, tras haber vendido vino y otras bebidas importadas, empezó a destilar bebidas alcohólicas, ya que el rey Jorge IV, como parte de unas medidas para congraciarse con los escoceses, permitió a los particulares destilar alcohol en Escocia. En 1836 el negocio se amplió con una casa más grande en el céntrico barrio de South Bridge y George ya se dedicaba a elaborar whiskies de calidad de cinco y siete años, pero todavía no con maltas seleccionadas a mano y mezclando diversos licores para lograr un sabor característico, como haría después. En 1842 se volvió a casar con Isabella Mann, hija de un comerciante de granos de Inverness y se instaló en George Square. 
En 1853 su amigo y compañero comerciante de ultramarinos Andrew Usher innovó y creó el whisky de mezcla. A Ballantine le gustó ese no del todo reputado invento y decidió crear una marca de tal tipo, pero no adulterándolo para abaratar el producto, sino para mejorarlo. En 1857 estableció un servicio de entregas gratuitas a domicilio siempre que no fuera a más de diez millas, innovación que fue uno de los primeros en inventar. Abandonó Edimburgo en 1865 dejando a su hijo mayor al cargo, y marchó a Glasgow para crear un nuevo comercio con el otro hijo, supervisando siempre las mezclas él mismo. En 1881, cuando se jubiló, ya era una empresa mundial, y George encomendó la dirección a sus dos hijos, y falleció en 1891. En 1895 la reina Victoria I otorgó a Ballantine’s un sello real de aprobación que figura desde entonces en sus etiquetas. Concedía a Archibald y George II Balantine el título de proveedores de la corte real. 
Por entonces no utilizaban el clásico envase de vidrio ámbar rectangular que adoptó después; se cree que ese tipo de botella se adoptó durante la Ley seca estadounidense, para facilitar el transporte de contrabando. En 1938 se les concedió derecho para usar un escudo heráldico de armas que incluyeron en sus etiquetas, con el lema Amicus Humani Generis (Amigo del género humano), con cuatro cuartos que representaban entre dos caballos rampantes los elementos de manufactura del whisky: un arroyo de agua, barricas de roble, el alambique y una gavilla de malta.